# Atrytonopsis
Atrytonopsis là một chi bướm ngày thuộc họ Bướm nâu.

## Các loài
- Atrytonopsis cestus (Edwards, 1884)
- Atrytonopsis deva (Edwards, 1876)
- Atrytonopsis edwardsi Barnes & McDunnough, 1916
- Atrytonopsis frappenda (Dyar, 1920)
- Atrytonopsis hianna (Scudder, 1868)
- Atrytonopsis loammi (Whitney, 1876)
- Atrytonopsis lunus (Edwards, 1884)
- Atrytonopsis ovinia (Hewitson, [1866])
- Atrytonopsis pittacus (Edwards, 1882)
- Atrytonopsis python (Edwards, 1882)
- Atrytonopsis vierecki (Skinner, 1902)
- Atrytonopsis zweifeli Freeman, 1969